# State Line (Mississippi)
Pour les articles homonymes, voir State Line.
State Line est une ville américaine située dans les comtés de Greene et de Wayne, dans le Mississippi. Selon le recensement de 2020, sa population est de 452 habitants.